# Mijaíl Gorbachov
Mijaíl Serguéievich Gorbachov (en ruso: Михаи́л Серге́евич Горбачёв, [mʲɪxʌˈil sʲɪrˈgʲejɪvʲɪʨ gərbʌˈʨof]ⓘ; Privólnoie, 2 de marzo de 1931-Moscú, 30 de agosto de 2022) fue un abogado y político ruso. Se desempeñó como secretario general del Comité Central del Partido Comunista de la Unión Soviética desde 1985 hasta 1991 y Presidente de la Unión Soviética de 1988 a 1991. Recibió el Premio Nobel de la Paz en 1990. Tras el colapso soviético se convirtió en líder de la Unión de Socialdemócratas, un partido formado después de la disolución oficial del Partido Socialdemócrata de Rusia en 2007.

## Biografía
Nació el 2 de marzo de 1931 en Privólnoie en el krai de Stávropol, cerca del Cáucaso, en la República Socialista Federativa Soviética de Rusia, en el seno de una familia campesina de creyentes ortodoxos.
Entró a la Unión Comunista de la Juventud (Komsomol) en 1946 y durante cuatro años trabajó como operador ayudante en una cosechadora de cereales, en la estación de máquinas y tractores de su localidad. En 1950 empezó a estudiar en la Universidad Estatal de Moscú, ingresando en 1952 en el Partido Comunista de la Unión Soviética (PCUS). En 1953, contrajo matrimonio con Raísa Maksímovna Titarenko, estudiante de Filosofía, con quien tuvo una hija, Irina, en 1957.
En 1955, obtuvo el título de licenciado en Derecho por la Universidad de Moscú, por lo que fue el primer titulado universitario que ocuparía el puesto de Secretario General del Partido Comunista de la Unión Soviética, en lugar de graduado por la Escuela Superior del Partido (VPSh). 

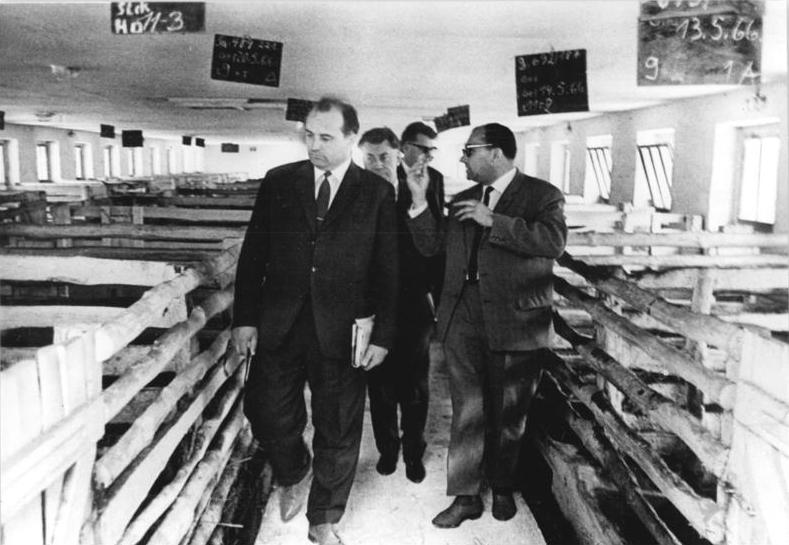
Gorbachov visitando una granja en la Alemania Oriental en 1966.

Entre 1955 y 1962, desempeñó los cargos de primer secretario del comité del Komsomol de Stávropol y del krai de Stávropol. En 1970, fue ascendido a jefe del departamento del comité territorial del PCUS de Stávropol. En 1966, pasó a ocupar el cargo de primer secretario del comité urbano del Partido de dicha localidad. En 1967, completó un curso por correspondencia en el Instituto Agrícola de Stávropol. En 1968, fue elegido segundo secretario del comité territorial del PCUS y en 1970 pasó a ocupar la primera secretaría de dicho comité.
En 1971, llegó al Comité Central del PCUS. En 1978, lo eligieron secretario de Agricultura en el Comité Central del Partido Comunista. En 1980, se incorporó al Politburó del Comité Central, convirtiéndose en su miembro más joven (a los cuarenta y nueve años).

## Etapa de gobierno

### 1985

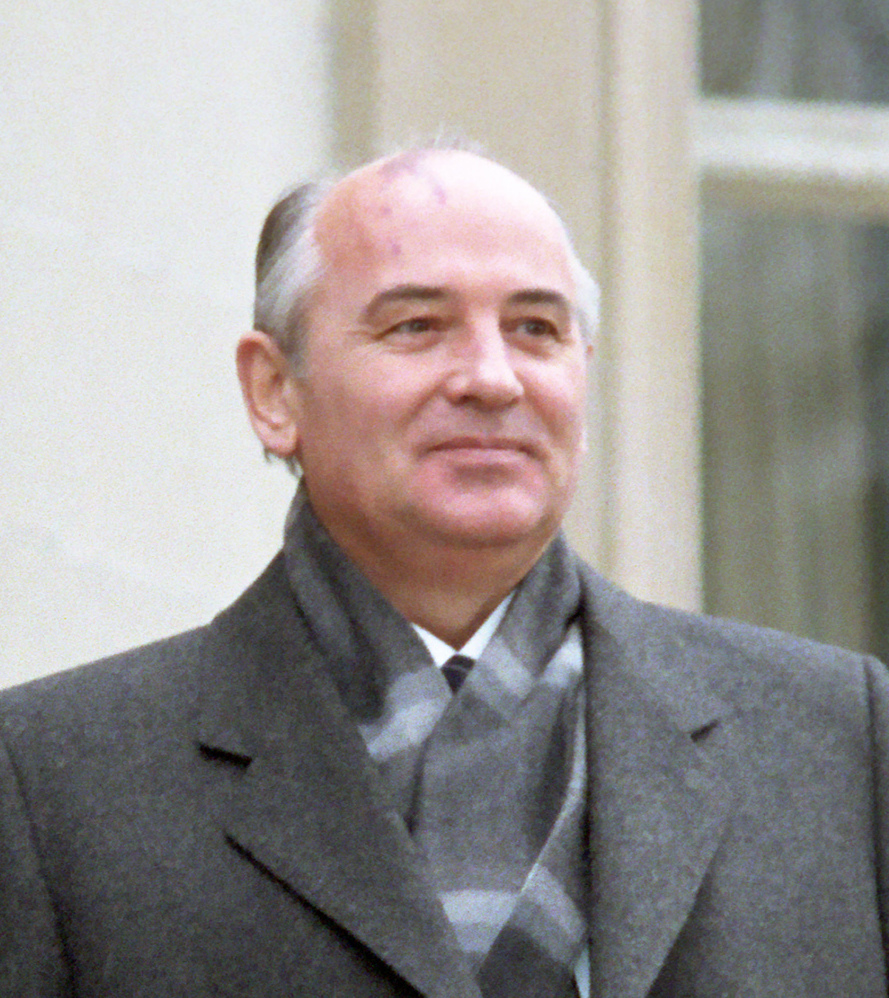
Gorbachov en noviembre de 1985 en una cumbre en Ginebra, Suiza.

Elegido secretario general del Partido Comunista en 1985, Gorbachov anunció que la economía soviética estaba estancada y que la reorganización era necesaria. Inicialmente, sus reformas fueron llamadas uskoréniye (aceleración), pero después los términos glásnost (liberalización, apertura, transparencia) y perestroika (reconstrucción) se hicieron mucho más populares.
Aunque la era de Leonid Brézhnev se suele considerar como de estancamiento económico, se llevaron a cabo una serie de experimentos económicos —en particular en la organización de las empresas comerciales y asociaciones con empresas occidentales—. Se debatieron una serie de ideas reformistas por administradores de mentalidad tecnocrática, que a menudo utilizaban las instalaciones de la Unión Comunista de la Juventud como foros de discusión. La llamada «Generación Komsomol» resultaría ser la audiencia más receptiva para Gorbachov y el semillero de muchos hombres de negocios y políticos poscomunistas, especialmente en las repúblicas bálticas. 

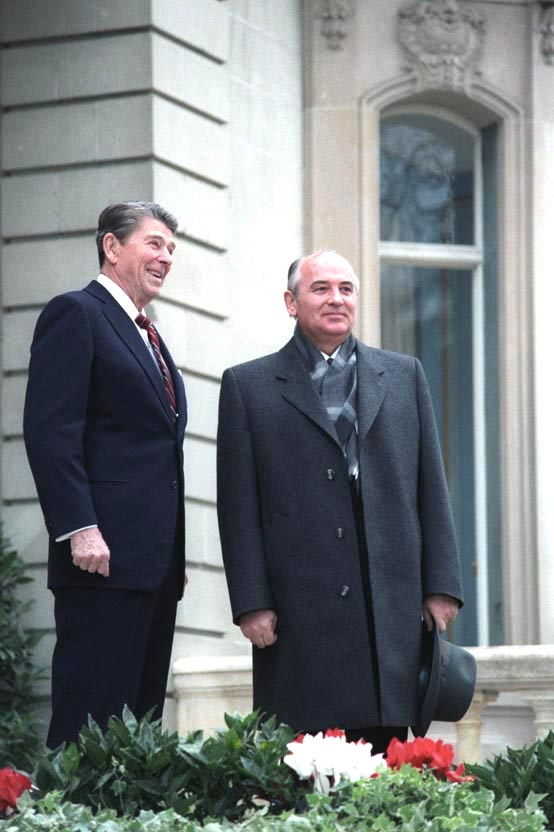
Gorbachov junto a Ronald Reagan durante la Cumbre de Ginebra, en Suiza, el 19 de noviembre de 1985.

Después de convertirse en secretario general, Gorbachov propuso un «vago programa de reforma», que se aprobó en las sesiones de abril del Comité Central. En mayo pronunció un discurso en Leningrado abogando en favor de reformas más generalizadas. Las reformas se iniciaron con la renovación de altos cargos, destacando la sustitución de Andréi Gromyko por Eduard Shevardnadze como ministro de Relaciones Exteriores. Gromyko, despreciado como 'Sr. Nyet' (Sr. No) en Occidente, había servido durante veintiocho años como ministro de Relaciones Exteriores y estaba considerado de «ideas anticuadas». Robert D. English observó que, a pesar de la inexperiencia diplomática de Shevardnadze, Gorbachov «comparte con él una visión» además de la experiencia en la gestión de una región agrícola de la Unión Soviética (Georgia), lo que significaba que ambos poseían débiles vínculos con el complejo industrial militar.
El primer gran programa de cambios introducidos por Gorbachov fue la reforma del alcohol de 1985, que fue diseñada para luchar en contra de la difusión del alcoholismo en la Unión Soviética. Se regularon los precios del vodka, el vino y la cerveza y se limitaron sus ventas. Las personas que eran sorprendidas en estado de embriaguez en el trabajo o en público eran procesadas. Se prohibió el consumo de bebidas alcohólicas en los trenes de larga distancia y en los lugares públicos, así como se censuraron las escenas de consumo de bebidas alcohólicas en las películas. Esta reforma, cuyos efectos sobre el alcoholismo del país son controvertidos, fue un golpe para el presupuesto del Estado: según Aleksandr Yákovlev significó una pérdida de aproximadamente 100 millones de rublos por la producción de bebidas alcohólicas desplazada al mercado negro.

### 1986

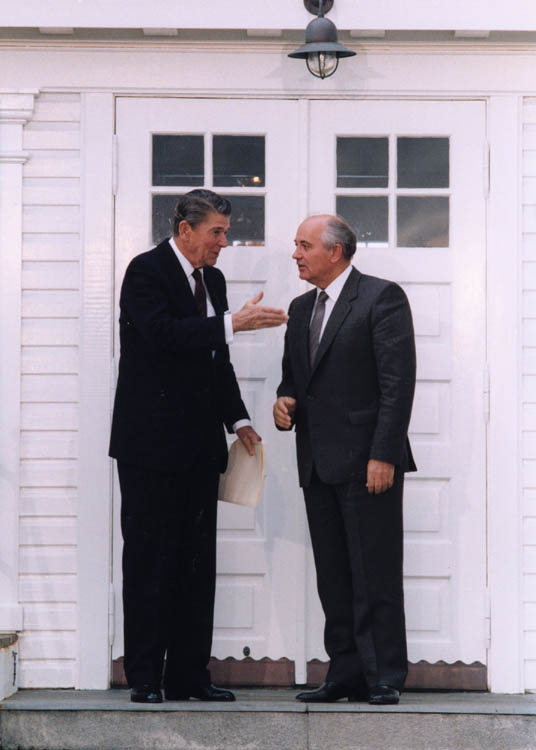
Reagan y Gorbachov en un encuentro en Islandia en 1986.

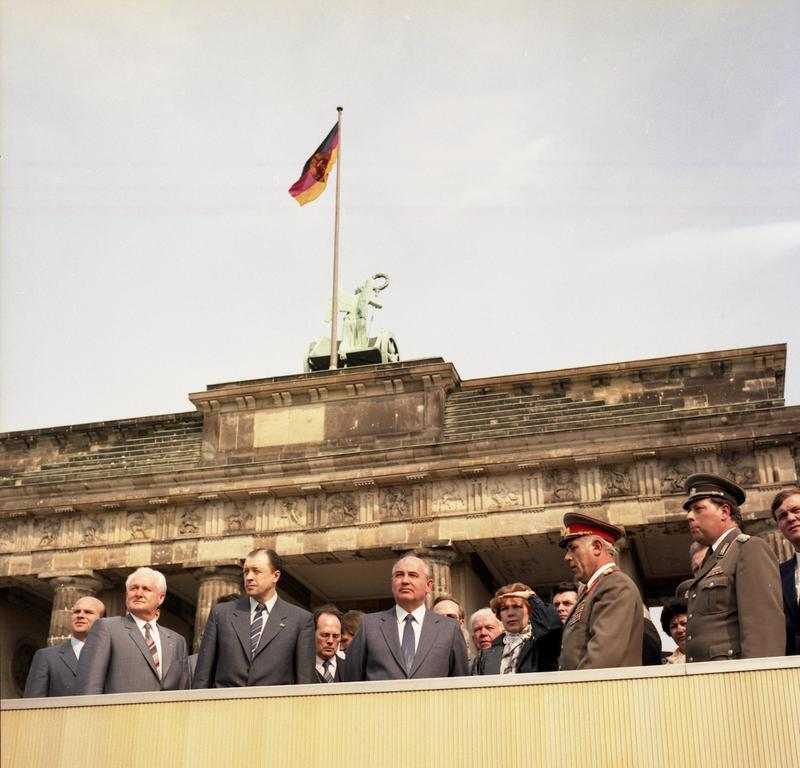
Gorbachov en la Puerta de Brandeburgo en abril de 1986 durante una visita a Alemania Oriental.

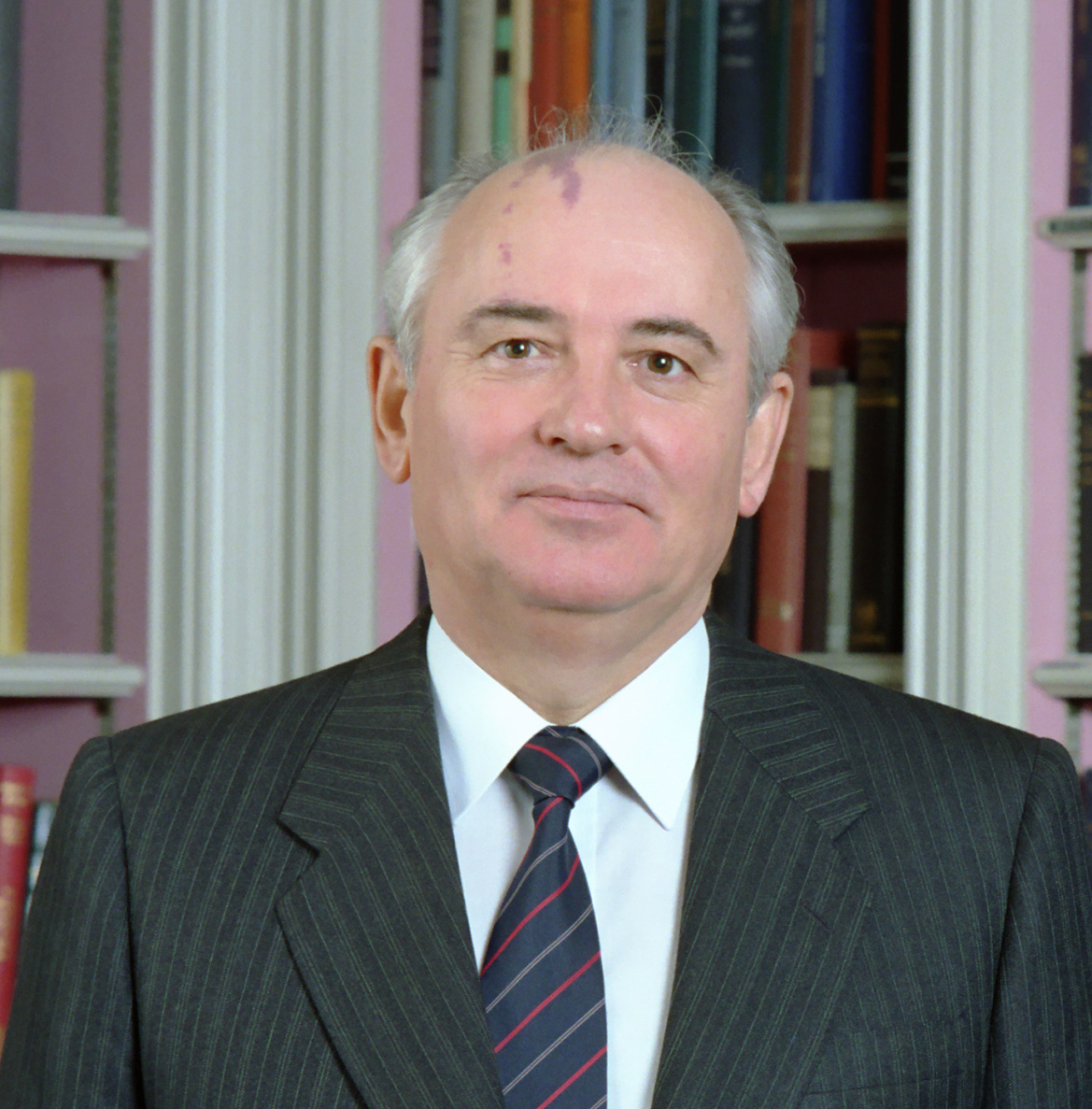
Mijaíl Gorbachov en 1987.

La perestroika y sus reformas radicales fueron enunciadas en el XXVII Congreso del Partido Comunista de la Unión Soviética, celebrado entre febrero y marzo de 1986. Sin embargo, muchos encontraron el ritmo de la reforma demasiado lento. Varios historiadores, como Robert D. English, han explicado esto como resultado del rápido alejamiento dentro de la élite soviética de los «Nuevos Pensadores» y los conservadores; conservadores que bloqueaban deliberadamente el proceso de cambio. Esto fue expuesto en las secuelas del accidente de Chernóbil. En este incidente, como observa English, Gorbachov y sus aliados fueron «mal informados por el complejo industrial-militar [y] traicionados» por los conservadores, que impidieron la información en relación con el incidente y, en consecuencia, retrasaron la reacción oficial. Jack F. Matlock Jr. subrayó que Gorbachov le dijo a las autoridades que revelaran «toda la información[, pero la] burocracia soviética bloqueó el flujo de información». Esto produjo un descontento internacional contra los soviéticos y muchos culparon a Gorbachov. A pesar de ello, English sugiere que hubo un «resultado positivo» del accidente de Chernóbil, ya que Gorbachov y sus compañeros reformadores recibieron un mayor impulso nacional e internacional para proseguir con la reforma.
En diciembre de 1986, Mijaíl Gorbachov dio la orden de liberar al físico Andréi Sájarov deportado y aislado en 1980 en la ciudad de Gorki por Brézhnev, instando a instalar un teléfono en el apartamento del científico para poder comunicarle personalmente su puesta en libertad. Durante 1986 en la URSS fueron liberados veintiún prisioneros de conciencia.

### 1987

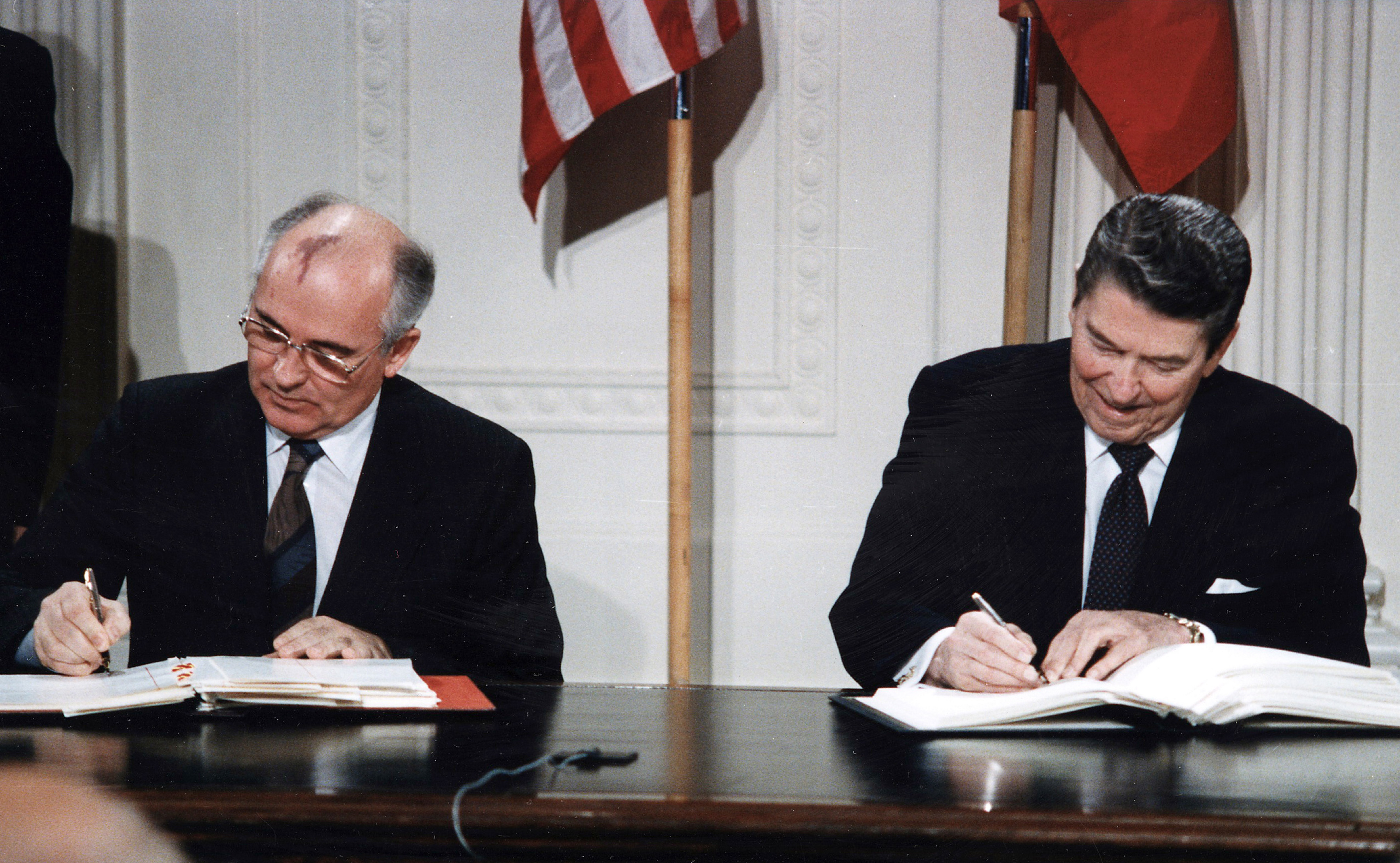
Gorbachov junto a Reagan firmando el Tratado INF, en la Casa Blanca, 1987.

El Plenum del Comité Central del Partido Comunista de la Unión Soviética en enero de 1987 vería la cristalización de las reformas políticas de Gorbachov, incluidas las propuestas de varios candidatos para las elecciones y el nombramiento de personas externas al Partido en cargos en el Gobierno. También se planteó por primera vez la idea de ampliar las cooperativas en el Plenum. En ese mismo año, mayo sería un mes de crisis: en un incidente casi increíble, un joven de la Alemania Occidental, Mathias Rust, logró volar en una avioneta Cessna 172 hasta Moscú, atravesando las fronteras soviéticas sin ser detectado y aterrizando cerca de la Plaza Roja. Esto avergonzó masivamente a los militares soviéticos y Gorbachov hizo grandes cambios de personal, comenzando por la cúpula, donde se nombró a Dmitri Yázov como ministro de Defensa.

Mijaíl Gorbachov junto al presidente de los Estados Unidos Ronald Reagan.

Las reformas económicas ocuparon gran parte del resto de 1987. En junio, se aprobó una nueva ley que otorgaba a las empresas más independencia y en noviembre Gorbachov editó un libro titulado Perestroika: New Thinking for Our Country and the World (Perestroika: un nuevo pensamiento para nuestro país y el mundo), donde elucidaba sus principales ideas para la reforma. No obstante, al mismo tiempo aumentaba la acritud personal y profesional entre Gorbachov y Borís Yeltsin. Yeltsin fue sustituido como Primer Secretario del Partido de Moscú (Gorkom) después de criticar a Gorbachov y a otros durante el Plenum de octubre. Esta medida solo eliminó temporalmente la influencia de Yeltsin.
En 1987, se rehabilitaron muchos opositores de Stalin, otra parte de la desestalinización que se había iniciado en 1956 cuando por primera vez se hizo público el testamento de Lenin.

### 1988

El presidente Mijaíl Gorbachov, Ronald Reagan y el vicepresidente, George H. W. Bush, en Nueva York, 1988.

El año 1988 vio la introducción de la glásnost de Gorbachov, que dio nuevas libertades individuales a los ciudadanos, como una mayor libertad de expresión y libertad de religión —aunque Gorbachov fue ateo—. Este fue un cambio radical, ya que el control de la palabra y de la represión de las críticas por parte del gobierno había sido anteriormente una parte central del sistema soviético. La prensa se hizo mucho menos controlada y miles de presos políticos y disidentes fueron puestos en libertad. Su meta en la realización de la glásnost fue presionar a los conservadores dentro del PCUS que se oponían a sus políticas de reestructuración económica con la esperanza de que, por medio de diferentes gamas de apertura, debate y participación, el pueblo soviético apoyara sus iniciativas de reforma. Al mismo tiempo, se abrió a sí mismo y sus reformas para más críticas en la opinión pública, como se evidencia en una carta de Nina Andréieva criticando a Gorbachov y sus reformas en la edición de marzo de Sovétskaya Rossíya.
Estas críticas volverían a finales de los años 1980 cuando se hicieron patentes la escasez de productos básicos —se volvió al sistema de cartillas de abastecimiento, típicas de los tiempos de guerra—, las grandes deudas y la disminución de las reservas de oro.
La Ley de Cooperativas promulgada en mayo de 1988 fue tal vez la más radical de las reformas económicas durante la primera parte de la era de Gorbachov. Por primera vez desde la Nueva Política Económica de Vladímir Lenin, la ley permite la propiedad privada de las empresas de servicios, la industria manufacturera y los sectores de comercio exterior. Inicialmente, la ley imponía altos impuestos y restricciones de empleo, pero estos fueron revisados más tarde para no desalentar la actividad del sector privado. En virtud de esta disposición, las cooperativas restaurantes, tiendas y los fabricantes de manufacturas se convirtieron en parte de la escena soviética. Cabe señalar que algunas de las Repúblicas Socialistas Soviéticas ignoraron estas restricciones; en Estonia a las cooperativas se les permitió atender a las necesidades de los visitantes extranjeros y el establecimiento de asociaciones con empresas extranjeras.
En junio de 1988, en la XIX Conferencia del Partido Comunista de la Unión Soviética, inició radicales reformas destinadas a reducir el control de la maquinaria gubernamental sobre las actividades privadas. Propuso un nuevo ejecutivo en la forma de un sistema presidencial, así como un nuevo elemento legislativo que se denominaría el Congreso de los Diputados del Pueblo de la Unión Soviética.

### 1989

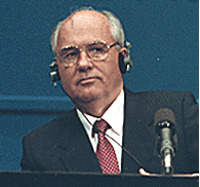
Mijaíl Gorbachov en 1990.

Las elecciones para el Congreso de los Diputados del Pueblo de la Unión Soviética se celebraron en marzo y abril de 1989. El 15 de marzo de 1990, fue elegido como el primer Presidente de la Unión Soviética. Con el 59 % de los votos de los Diputados se convirtió en un candidato sin oposición. El Congreso se reunió por primera vez el 25 de mayo. Su primera tarea fue la elección de los representantes del Congreso que se sentarían en el Soviet Supremo de la Unión Soviética. No obstante, el Congreso trajo problemas para Gorbachov, ya que sus sesiones fueron televisadas en vivo, generando más críticas y el pedido popular de una reforma aún más rápida. En las elecciones, fueron derrotados muchos candidatos del Partido. Además, Borís Yeltsin fue elegido por Moscú y regresó a la vida política para convertirse en el principal crítico verbal de Gorbachov.
El resto de 1989 estuvo marcado por las cuestiones nacionales que se tornaban cada vez más problemáticas y la dramática caída del Bloque del Este. A pesar de que la distensión internacional alcanzó niveles sin precedentes con la retirada soviética de la guerra de Afganistán —que concluyó en enero— y que los diálogos entre Estados Unidos y la Unión Soviética continuaron con Gorbachov y George H. W. Bush, las reformas internas comenzaron a sufrir la creciente divergencia entre los reformistas que criticaban el lento ritmo de cambio y los conservadores que criticaban la extensión del cambio. Gorbachov afirmó que trataba de encontrar un equilibrio entre ambas ideologías, pero que esto solo generó más crítica hacia él.
En 1989, junto con Jacques Delors, recibió el Premio Príncipe de Asturias de Cooperación Internacional «por sus esfuerzos, a lo largo de los últimos años, para favorecer la cooperación internacional y eliminar las barreras que dificultan el entendimiento entre las naciones».
En noviembre de 1989, se produjo la caída del Muro de Berlín a la que contribuyó decisivamente la política exterior del gobierno de Gorbachov. En el 30.º aniversario del acontecimiento, el presidente de Alemania Frank-Walter Steinmeier dirigió una carta al último dirigente de la Unión Soviética en la que declaraba que «no hemos olvidado, y nunca lo haremos, que el milagro de la reunificación pacífica de mi país y el fin de la división de Europa no habrían sido posibles sin las decisiones valientes y humanas que tomó usted personalmente entonces.»
El 1 de diciembre del mismo año, Gorbachov se reunió con el papa Juan Pablo II, durante una visita oficial al Vaticano, la primera vez que un líder soviético visitaba a un papa católico.

### 1990
Recibió el Premio Nobel de la Paz en 1990 por los cambios en las relaciones entre el Este y el Oeste.
Viajó a España el 26 de octubre de 1990. Se entrevistó con Felipe González en relación con la Cumbre de París de la Conferencia sobre la Seguridad y la Cooperación en Europa que se iba a celebrar en noviembre. España aceptó mediar por la URSS en la Comunidad Económica Europea y se firmó un acuerdo comercial de exportación española. Elogió la Transición Española en un discurso que pronunció en el Senado y la relacionó con los cambios que estaba viviendo la URSS en ese momento.

### El golpe de Estado y la disolución de la Unión Soviética

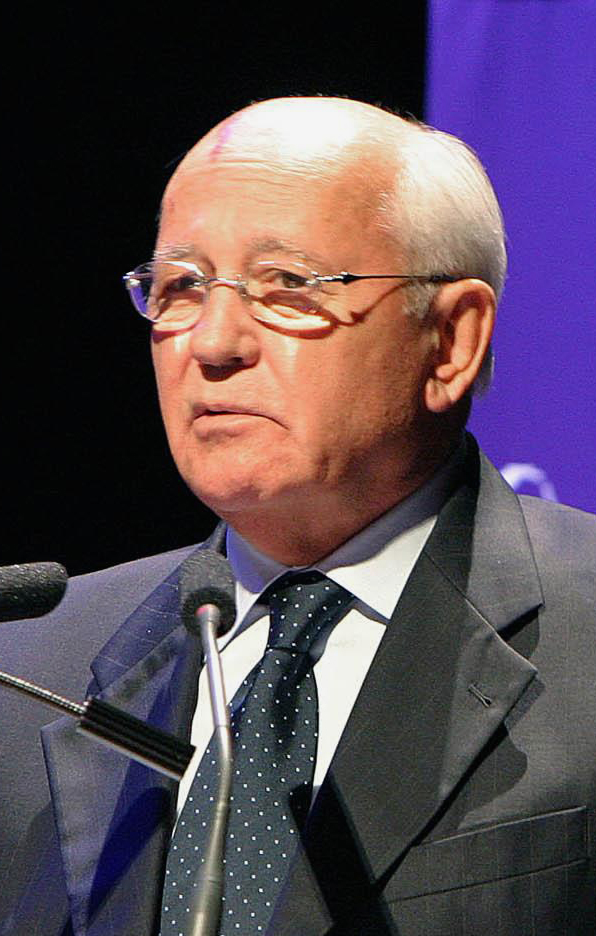
Mijaíl Gorbachov en 2004.

En marzo de 1991, se convocó un referéndum en la Unión Soviética y el 78 % de los votantes optó por el «sí» a la continuidad de la Unión Soviética. Pero con la firma del Tratado de Belavezha, promovido por el presidente de la RSFS de Rusia Borís Yeltsin, se disolvía de facto la Unión Soviética, al separarse la RSFS de Rusia, RSS de Ucrania y RSS de Bielorrusia.
La reconstrucción económica sería uno de los principales fracasos de Gorbachov: la perestroika pretendía sacar a la economía soviética del caos y el anquilosamiento en el que estaba sumida, introduciendo mayor libertad de empresa y dejando actuar al mercado para supuestamente resolver los defectos de la planificación. Sin embargo, estas reformas no tuvieron resultados positivos inmediatos, pues desorganizaron aún más el sistema productivo existente y ahondaron el empobrecimiento de la mayor parte de la población. Todo ello creó tensiones sociales, agravadas por los intereses político-económicos que se veían afectados.

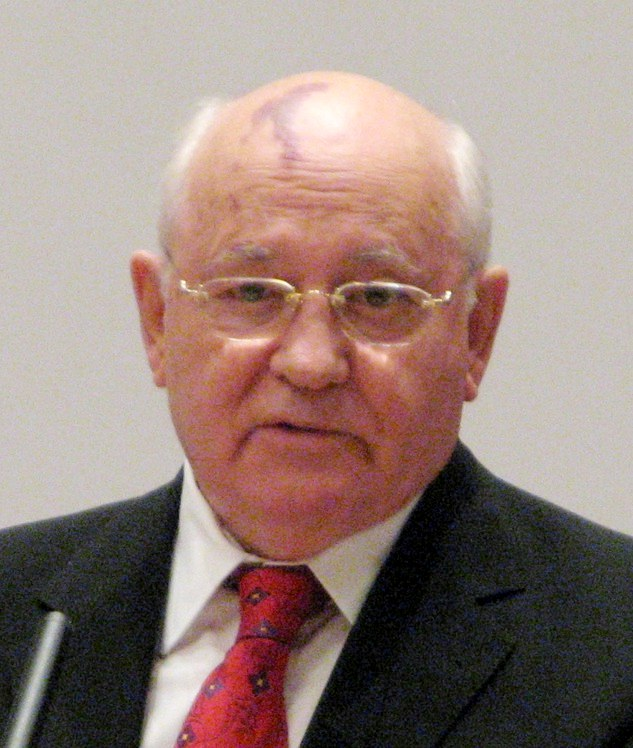
Mijaíl Gorbachov en 2007.

En el aspecto político, se inició una apertura que debía conducir gradualmente a una democracia pluripartidista. Pero los avances en ese camino, calificados de excesivos por la «vieja guardia» comunista, fueron considerados demasiado lentos por la creciente oposición ajena al partido: Gorbachov y su equipo avanzaban despacio por las resistencias existentes dentro del régimen y por el temor a perder el control del proceso. El efecto principal de la apertura fue la eclosión de los sentimientos nacionalistas que cuajaron en movimientos independentistas en las diversas repúblicas que formaban la Unión Soviética.
El 19 de agosto de 1991, se produjo un intento de golpe de Estado de tendencia involucionista a manos de un grupo de altos funcionarios del PCUS, del gobierno y el KGB. Este intento fue detenido por la fuerza del movimiento encabezado por el presidente de la RSFS de Rusia Borís Yeltsin, quien, después del fracasado golpe de Estado, tomó la decisión de ilegalizar el PCUS y de decretar la nulidad de la anexión de las repúblicas bálticas. Cada vez más debilitado políticamente, sobre todo a raíz de la acción política de Borís Yeltsin, Gorbachov tuvo que dimitir de su cargo de secretario general del PCUS y disolver el Comité Central.
El 25 de diciembre de 1991, se disolvió oficialmente la Unión Soviética y, como consecuencia de la negativa de los presidentes de las Repúblicas de la Comunidad de Estados Independientes (CEI) de reconocer los órganos de poder central, optó por dimitir de su cargo de presidente de la URSS haciendo un discurso televisado.

Dada la situación creada con la formación de la Comunidad de los Estados Independientes, ceso mi actividad como presidente de la Unión Soviética. Tomo esta decisión por consideraciones de principio. Se ha impuesto la línea de la desmembración del país y de la desunión del Estado, lo cual no puedo aceptar. Además, estoy convencido de que resoluciones de tal envergadura deberían haberse tomado basándose en la voluntad expresa del pueblo (es decir, un referéndum). El destino quiso que cuando me vi al frente del Estado ya estuviera claro que nuestro país estaba enfermo. Hoy estoy convencido de la razón histórica de los cambios iniciados en 1985. Hemos acabado con la Guerra Fría, se ha detenido la carrera armamentista y la demente militarización del país, que había deformado nuestra economía, nuestra conciencia social y nuestra moral. Nos abrimos al mundo y nos ha respondido con confianza, solidaridad y respeto.
Mijaíl Gorbachov,
25 de diciembre de 1991

## Vida después de la presidencia y últimos años

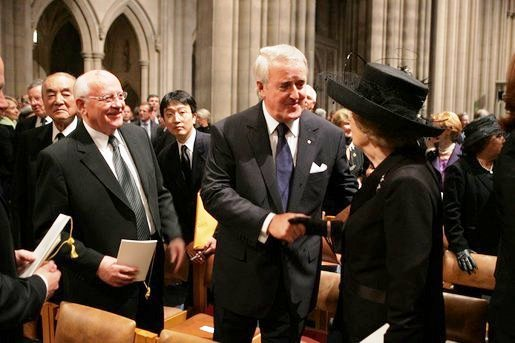
Gorbachov (a la izquierda) con el ex primer ministro canadiense Brian Mulroney y la ex primera ministra británica Margaret Thatcher en el funeral de Ronald Reagan el 11 de junio de 2004.

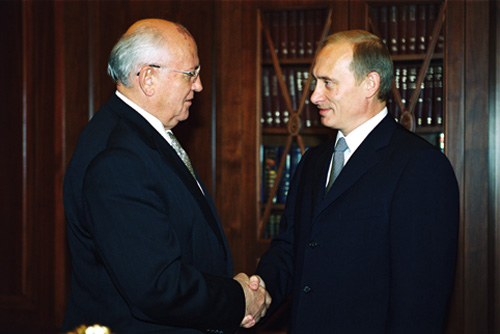
Gorbachov y el actual presidente ruso Vladímir Putin reunidos en 2001.

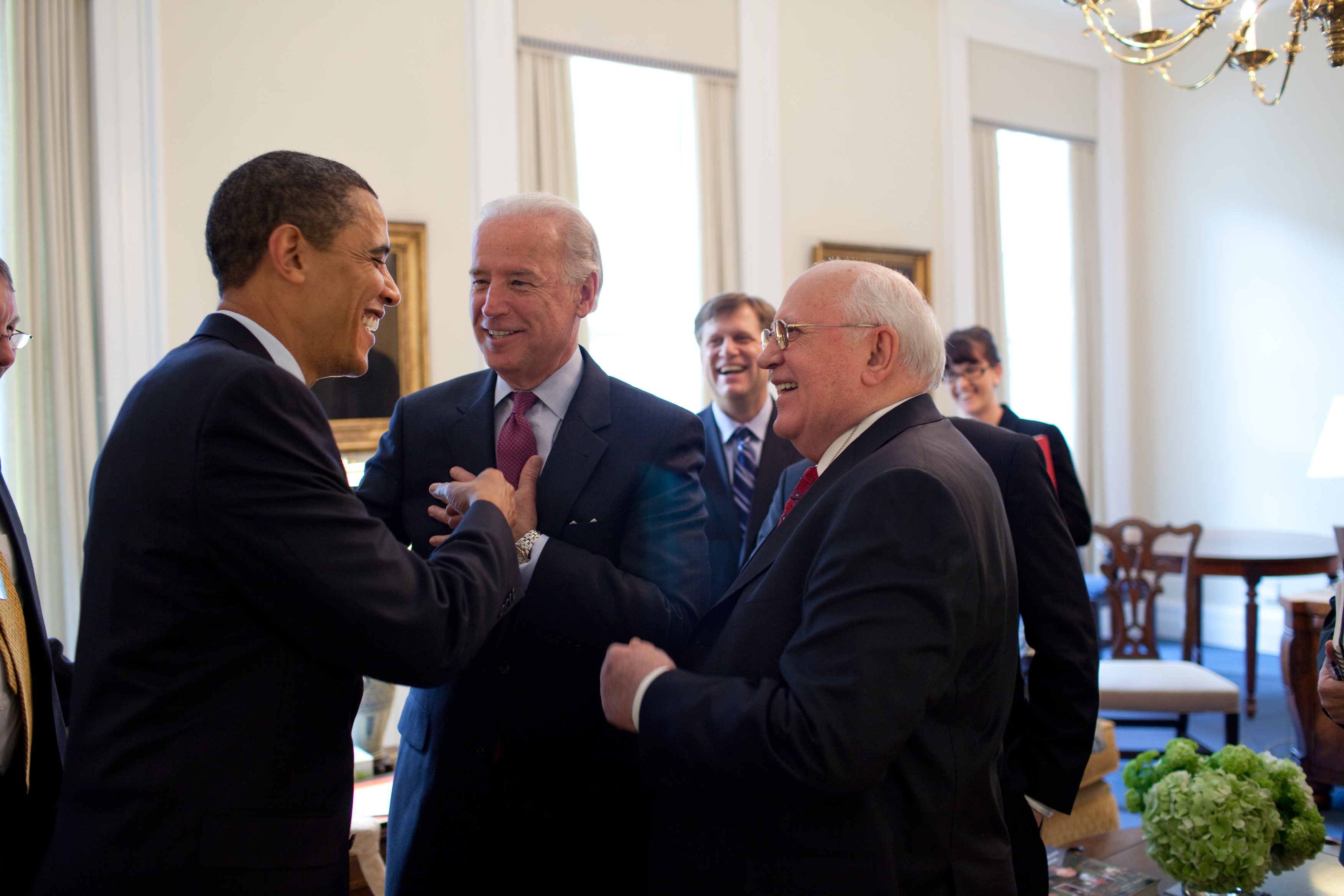
Gorbachov (a la derecha) siendo presentado a Barack Obama por Joe Biden el 20 de marzo de 2009.

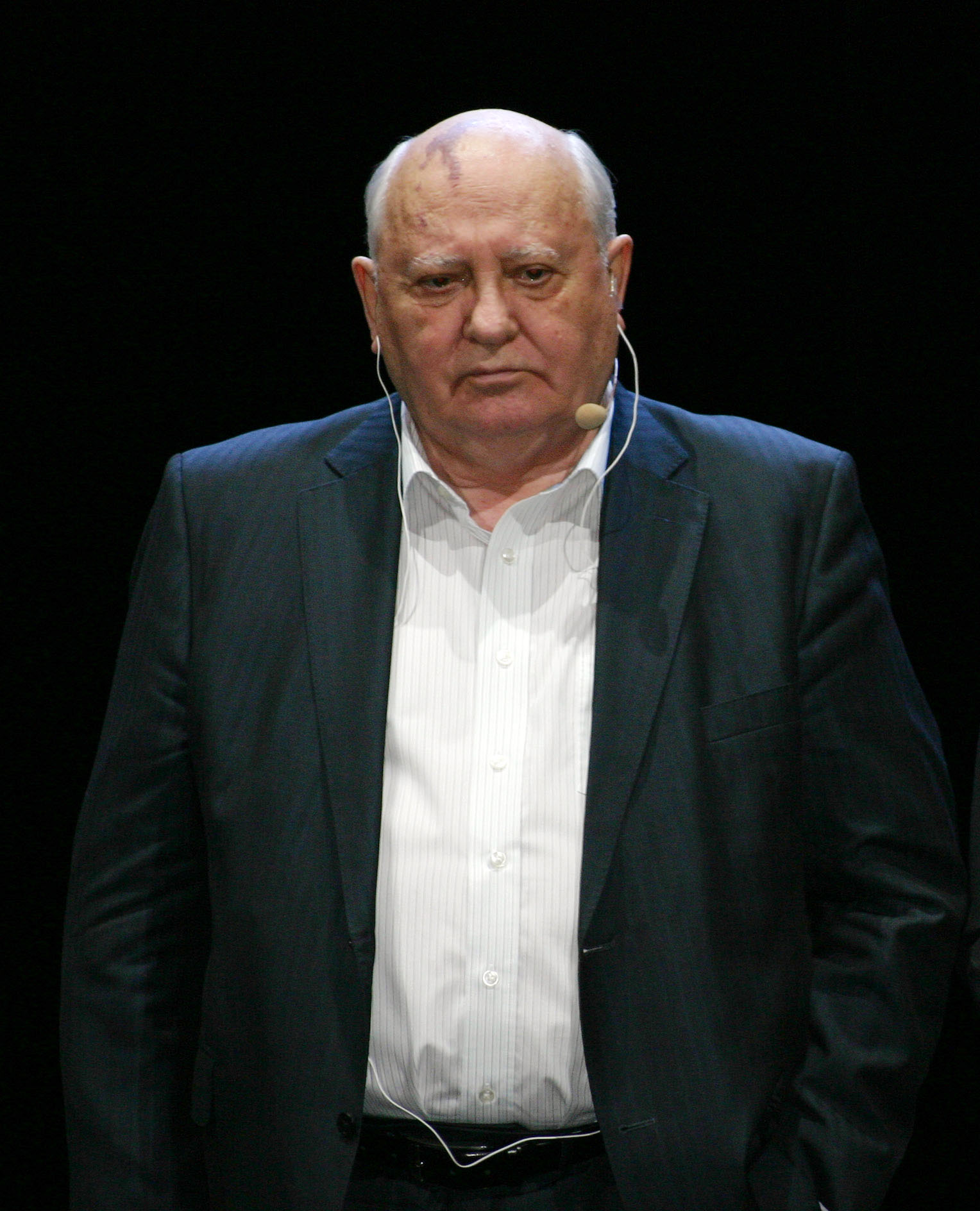
Gorbachov en marzo de 2013.

Su persona ha abrazado tanto reconocimientos como repudio, según que se lo entienda como aquel que devolvió la paz en Europa del Este, siendo uno de los artífices de la Reunificación alemana, o como el responsable de la caída y desmembramiento de la Unión Soviética.
Un año antes de ser galardonado con el Premio Nobel de la Paz, en el año 1989, el mismo año en que le fue conferido el Premio Príncipe de Asturias, fue objeto de un curioso reconocimiento por parte del grupo español de electropop Loco Mía, que le dedicó una canción en su disco debut titulado Gorbachov:

coro:
Gorbachov es Perestroika / Gorbachov es desarmar / Gorvachov es convincente, Sabe mandar / Gorbachov es dulce Raísa / Gorbachov es confiar / Gorbachov es una estrella / viva Gorby superstar
Loco Mía

Tras la disolución de la Unión Soviética y su renuncia del puesto de presidente, Gorbachov se mantuvo activo en la política rusa. Durante los primeros años de la era postsoviética, expresó críticas a las reformas llevadas a cabo por el presidente ruso Borís Yeltsin. Cuando Yeltsin convocó un referéndum el 25 de abril de 1993 en un intento de lograr poderes aún mayores como presidente, Gorbachov no votó y en cambio convocó nuevas elecciones presidenciales.
Hizo una visita privada a España de 15 días en 1992. Fue en primer lugar a Palma de Mallorca y almorzó con el rey Juan Carlos I en el Palacio de Marivent. En la isla realizó un recorrido turístico visitando la Cartuja de Valldemosa. Luego se trasladó a Sevilla para visitar la Exposición Universal, donde se encontró con el entonces presidente Felipe González. Tras esto se dirigió a Lanzarote. Ese mismo año recibió el título de doctor honoris causa por la Universidad Nacional de Cuyo.
En 1999, falleció su esposa, Raísa Gorbachova, con la que estuvo casado durante cuarenta y seis años, a causa de una leucemia.
Después de una carrera fallida para la presidencia en 1996, fundó el Partido Socialdemócrata de Rusia, que era una unión entre varios partidos socialdemócratas rusos. Renunció como líder del partido en mayo de 2004 después de un desacuerdo con el presidente del partido por la dirección en la campaña electoral de 2003. Más tarde en 2007, el partido fue disuelto por la Corte Suprema de Rusia debido a su incapacidad de establecer cargos locales con al menos 500 miembros en la mayoría de las regiones de Rusia, algo que es requerido por la ley rusa para que una organización política sea clasificada como un partido. A finales de ese año, fundó un nuevo partido político, llamado la Unión de Socialdemócratas. En junio de 2004, representó a Rusia en el funeral de Ronald Reagan.
También apareció en numerosos medios de comunicación desde su marcha del poder. En 1993, apareció como él mismo en la película de Wim Wenders ¡Tan lejos, tan cerca!, la continuación de Cielo sobre Berlín. En 1997 apareció con su nieta Anastasia en un comercial de televisión emitido internacionalmente de Pizza Hut. El pago de la empresa estadounidense para el anuncio de 60 segundos fue para la Fundación Gorbachov sin fines de lucro. En 2007, la marca francesa de lujo Louis Vuitton anunció que Gorbachov iba a aparecer en una campaña publicitaria para su portaequipajes.
En 2002 volvió a visitar España, donde recibió el Premio Carlos V de manos del entonces Príncipe de Asturias en el monasterio de Yuste, en Extremadura.
En 2004, junto a Bill Clinton y Sophia Loren, obtuvo un Premio Grammy en la categoría de mejor álbum hablado para niños, por la narración del cuento «Pedro y el lobo». Cinco años más tarde, en 2009, editó Canciones para Raísa, un disco de baladas románticas para recaudar fondos para una organización benéfica dedicada a su difunta esposa. En el álbum Gorbachov canta las canciones acompañado por el músico ruso Andréi Makarévich.
Tras la muerte de Borís Yeltsin el 23 de abril de 2007, Gorbachov lo elogió, afirmando que era digno de elogios por haber asumido la «difícil tarea de dirigir a la nación en la era postsoviética[, y] sobre cuyos hombros están tanto grandes hechos para el país como graves errores».
Desde su dimisión, permaneció involucrado en los asuntos mundiales. En 1992, creó la Fundación Gorbachov, con sede en San Francisco, y más tarde Green Cross International, con la que se convirtió en uno de los tres principales patrocinadores de la Carta de la Tierra. También se hizo miembro del Club de Roma y el Club de Madrid. Constituye el mayor foro de expresidentes y primeros ministros democráticos, que se han unido para dar respuesta a la creciente demanda de apoyo entre líderes en dos líneas de acción fundamentales: liderazgo para la gobernanza democrática y respuesta en situaciones de crisis y poscrisis. Ambas líneas de trabajo tienen como finalidad común afrontar el desafío de la gobernanza democrática y los conflictos políticos en situaciones en las que la experiencia de los miembros es fundamental. Una organización independiente y sin ánimo de lucro compuesta por ochenta y un exjefes de Estado y de Gobierno democráticos. 
En la década que siguió a la Guerra Fría, Gorbachov se opuso tanto al bombardeo de la OTAN sobre Yugoslavia en 1999 como a la guerra de Irak encabezada por los Estados Unidos en 2003. El 27 de julio de 2007, criticó la política exterior de los Estados Unidos y dijo: «Lo que ha seguido son las acciones unilaterales, lo que ha seguido son guerras, lo que ha seguido es ignorar el Consejo de seguridad de la ONU, ignorando el derecho internacional y haciendo caso omiso de la voluntad del pueblo, incluso la del pueblo estadounidense». Ese mismo año, visitó Nueva Orleans, una de las ciudades afectadas por el huracán Katrina, y prometió que volvería en 2011 para liderar personalmente una revolución local si el Gobierno estadounidense no había reparado los diques en ese momento. Dijo que la acción revolucionaria debe ser un último recurso.
En septiembre de 2008, anunció que iba a volver a la política rusa, junto con el exagente del KGB Aleksandr Lébedev. Su partido es conocido como el Partido Independiente Democrático de Rusia. También fue copropietario del periódico opositor Nóvaya Gazeta.
El 20 de marzo de 2009, se reunió con el presidente estadounidense Barack Obama y el vicepresidente Joe Biden en los esfuerzos por «reanudar» las ya tensas relaciones entre Rusia y los Estados Unidos.
El 19 de diciembre de 2019, a los ochenta y ocho años de edad, fue ingresado en un hospital de Moscú debido a una neumonía, de la que se recuperó días después. 
El 2 de marzo de 2020, el presidente Vladímir Putin felicitó a Gorbachov con motivo de su ochenta y nueve cumpleaños, manifestando su gran papel en la historia.
El 16 de abril de 2020, ante la pandemia por COVID-19, dijo que para vencer al virus habría que reducir y recortar los gastos militares.
El 18 de agosto de 2021, a un día de conmemorarse treinta años del intento de golpe de Estado de 1991, por medio de una declaración pública señaló que «la única vía correcta de desarrollo de Rusia es la democrática», agregando que «los organizadores del golpe de Estado intentaron justificarse afirmando que les movía la preocupación por preservar el país, pero las consecuencias de sus acciones resultaron catastróficas».
El 24 de diciembre de 2021, dijo que Estados Unidos «se volvió arrogante y seguro de sí mismo" después del colapso de la Unión Soviética, lo que resultó en "un nuevo imperio. De ahí la idea de la expansión de la OTAN». También respaldó las conversaciones de seguridad entre Estados Unidos y Rusia y dijo: «Espero que haya un resultado».
Gorbachov no hizo ningún comentario personal, públicamente, sobre la invasión rusa de Ucrania en 2022. No obstante, el 26 de febrero, la Fundación Gorbachov escribía: “Afirmamos la necesidad de un pronto cese de hostilidades y el inicio inmediato de negociaciones de paz. No hay nada más preciado en el mundo que las vidas humanas”. A finales de julio de 2022, un amigo cercano de Gorbachov, el periodista Alexei Venediktov, dijo que Gorbachov estaba muy molesto cuando descubrió que Putin había lanzado la invasión de Ucrania. Según Venedíktov, Gorbachov creía que Putin "había destruido el trabajo de su vida". El intérprete de Gorbachov, Pável Palázhchenko, también afirmó que Gorbachov estaba psicológicamente traumatizado por el conflicto entre Rusia y Ucrania antes de su muerte.

## Fallecimiento
El 30 de agosto de 2022, falleció en el Hospital clínico central de Moscú. Murió después de una "enfermedad grave y prolongada", según informó el hospital, habiendo estado bajo la supervisión continua de médicos desde principios de 2020. El funeral de Gorbachov, que no tuvo la categoría de funeral de Estado y tampoco día de luto, se llevó a cabo en el Salón de Columnas de la Casa de los Sindicatos de Moscú. El servicio incluyó ritos administrados por un sacerdote ortodoxo ruso.
De acuerdo a su testamento, fue enterrado en el cementerio Novodévichi de Moscú junto a su esposa Raísa el 3 de septiembre de 2022.